# 上田好剛
上田 好剛（うえだ よしたけ、1971年10月13日 - ）は、兵庫県姫路市出身の元プロ野球選手（投手）。

## 来歴・人物
龍野実業高時代は、2年生秋の県大会でベスト16が最高であったが、社会人野球の中山製鋼所に入社後に頭角を現し、2年目に伊勢大会でノーヒットノーランを達成。1993年の都市対抗野球にチーム53年ぶりの出場、注目を浴びた。
同年のドラフト会議で逆指名の2位で広島東洋カープに入団。姓の読みが同じ植田幸弘が前年までつけていた背番号「23」を受け継いだ。この年のドミニカウインターリーグに早速派遣された。
速球派の即戦力としての期待されていたが、プロ入り後フォームを崩して低迷。4年で自由契約となり、1998年は阪神タイガースに移籍したが1年で退団。結局プロでは一軍登板は無かった。その後は大阪で飲食店を経営していた。

## 詳細情報

### 年度別投手成績
- 一軍公式戦出場なし

### 背番号
- 23 （1994年 - 1996年）
- 57 （1997年）
- 53 （1998年）